# BlackBerry OS
A BlackBerry OS mobil operációs rendszer, melyet a kanadai BlackBerry Limited fejlesztett a BlackBerry nevű okostelefon-termékvonalára. Az operációs rendszer támogatja a többfeladatosságot és a BlackBerry készülékekre jellemző szokatlan beviteli eszközöket, így a trackwheelt, a trackballt, a érintőpárnát, illetve a hagyományos érintőkijelzőt is.
A BlackBerry-platform natívan támogatja a vállalati e-mailt a Java Micro Edition MIDP 1.0, illetve a későbbi kiadásokban a MIDP 2.0 egy részének használatával, amely a BlackBerry Enterprise Server alkalmazásával lehetőséget ad a teljesen vezeték nélküli aktivációra és szinkronizációra a Microsoft Exchange, a Lotus Domino és a Novell GroupWise programcsaládok e-mail, naptár, feladatkezelő, jegyzetfüzet és kontaktkezelő funkcióival. A rendszer a WAP 1.2-t is támogatja.
Az operációs rendszer frissítések a BlackBerry-vezeték nélküli szoftvertöltés (OTASL) szolgáltatást támogató mobilszolgáltatók esetében automatikusan elérhetővé váltak.
A külsős fejlesztők a szabadon elérhető BlackBerry-alkalmazásprogramozási felületcsoportok segítségével írhattak a rendszerre programokat, habár az olyan alkalmazásokat, melyek bizonyos funkciókat használtak digitálisan alá kellett írni.
Elemzések szerint 2011 júniusában a mobilalkalmazás-fejlesztők körülbelül 45%-a használta a platformot.
A BlackBerry OS fejlesztését 2013 januárjában, a BlackBerry 10 megjelenése után leállították, azonban a régebbi rendszert az év végéig még támogatták.

## Verziótörténet
|  | Régi kiadás, nem támogatott |  | Aktuális kiadás |

| 1      | 1999. január            | A BlackBerry OS BlackBerry 850 pageren mutatkozott be 1999 januárjában. |
| 4      | 2002. március           | A BlackBerry 5810 okostelefonnal jelent meg 2002 márciusában. |
| 5.0    | 2009. augusztus 4.      | A BlackBerry Bold 9000 okostelefonnal jelent meg 2009. augusztus 4-én, később régebbi eszközökre is elérhetővé vált. |
| 6.0    | 2010 harmadik negyedéve | 2010 áprilisában a RIM bejelentette a BlackBerry OS 6.0 verziót, amely 2010 harmadik negyedévében jelent meg. Ebben a verzióban egy új, WebKit-alapú webböngésző van. |
| 7.0    | 2011. augusztus         | A BlackBerry OS 7 számos teljesítményre irányuló fejlesztést (köztük a „Liquid Graphics” technológia használatát a jobb érintőkijelző-teljesítmény érdekében), egy „jelentősen feljavított” webböngészőt (HTML5 video-támogatás), hangalapú keresést és a „BlackBerry Balance” funkciót tartalmazza, utóbbi lehetőséget ad a személyes és a vállalati tartalmak szétválasztására. A 7.0 kizárólag a rendszerrel egyidőben bejelentett készülékekre, így többek között a Bold 9900 és 9930, illetve a Torch 9810 és 9860 okostelefonokra volt elérhető, a RIM kijelentette, hogy a korábbi készülékekre nem lesz elérhető a frissítés. |
| 7.1    | 2012. január            | Új funkciók: - Wi-Fi hotspotok létrehozásának lehetősége - A Wi-Fi hívás támogatása - Az FM rádió támogatása a Curve-ön - Blackberry Tag (képmegosztás NFC-n keresztül) |
| Verzió | Kiadási dátum           | Funkciók / információk |

### BlackBerry 9720
A BlackBerry 9720 a BlackBerry OS 7.1 egy olyan verzióján fut, melynek a felhasználói felületét hozzáigazították a BlackBerry 10 kinézetéhez. Ennek eredményeként új a zárolási képernyő, az alkalmazásváltó, illetve a Music, a Pictures, a Videos és a Phone alkalmazások.

## Elérhetőség
Ugyan az operációs rendszert a BlackBerry Limited fejlesztette, azonban a frissítéseket a mobilszolgáltatók hagyták jóvá, így előfordulhatott, hogy nem minden verzió volt elérhető egy-egy készülékre.
|  | Nem forgalmazzák |  | Forgalomban van |

| Verzió | Támogatott eszközök: BlackBerry 8000 sorozat                                  |
| ------ | ----------------------------------------------------------------------------- |
| 4.5    | A 8100 és a 8800 sorozatok tagjai, illetve a BlackBerry Curve 8300/8310/8320. |
| 4.6    | BlackBerry Pearl Flip.                                                        |
| 5.0    | BlackBerry Curve 8330/8350i/8520/8530/8900.                                   |

| Verzió | Támogatott eszközök: BlackBerry 9000 sorozat                                                                                            |
| ------ | --- |
| 5.0    | BlackBerry Bold 9000, BlackBerry Storm, BlackBerry Storm 2 és BlackBerry Tour.                                                          |
| 6.0    | BlackBerry Bold 9650/9700/9780, BlackBerry Curve 9300/9330, BlackBerry Pearl 9100/9105, BlackBerry Style 9670 és BlackBerry Torch 9800. |
| 7.0    | BlackBerry Bold 9790/9900/9930, BlackBerry Curve 9350/9360/9370/9380 és BlackBerry Torch 9810/9850/9860.                                |
| 7.1    | BlackBerry Curve 9220/9310/9315/9320 és BlackBerry 9720.                                                                                |

## Betűtípus-készlet
A BlackBerry OS-ben a következő betűtípusok érhetőek el:
| - Andalé Mono - Arial - BBAlpha Sans - BBAlpha Sans Condensed - BBAlpha Serif - BBCAPITALS - BBCCasual - BBClarity | - BBCondensed - BBGlobal Sans - BBGlobal Serif - BBMilbank - BBMilbank Tall - BBSansSerif - BBSansSerifSquare - BBSerifFixed | - Comic Sans MS - Courier New - Georgia - Impact - Tahoma - Times New Roman - Trebuchet MS - Verdana |

A BBAlphaSans és a BBAlphaSerif betűtípusokat a szabad szoftverként közzétett DejaVu betűtípus-családról mintazták.

## BlackBerry Tablet OS
2010. szeptember 27-én a BlackBerry Ltd. BlackBerry Tablet OS néven bejelentett egy új, a BlackBerry OS-hez nem kapcsolódó QNX-alapú platformot, amely a BlackBerry PlayBook táblagéppel mutatkozott be.

## Fordítás
- Ez a szócikk részben vagy egészben  a   BlackBerry OS című angol Wikipédia-szócikk ezen változatának fordításán alapul.  Az eredeti cikk szerkesztőit annak laptörténete sorolja fel. Ez a jelzés csupán a megfogalmazás eredetét és a szerzői jogokat jelzi, nem szolgál a cikkben szereplő információk forrásmegjelöléseként.